# Josef Maria Frank
Josef Maria Frank (* 3. Juni 1895 in Mayen in der Eifel als Josef Maria Fiant; † 9. April 1975 in Kufstein) war ein deutscher Schriftsteller und Drehbuchautor.

## Leben und Karriere
Josef Maria Frank wurde 1895 in Mayen in der Eifel geboren. Hier verbrachte er seine frühe Kindheit. Später zog seine Familie auf ein einsam gelegenes Mühlengut im Eifelwald. Er studierte an der Universität in Bonn und arbeitete von 1919 an als freier Autor. Seit 1923 publizierte Josef Maria Frank in ununterbrochener Folge Romane, Dramen, Erzählungen und Reisebeschreibungen. In den 1930er, 1940er und 1950er Jahren war er zudem als Drehbuchautor tätig.
Frank trat 1918 in die SPD ein. Von 1919 bis 1921 war er Mitglied der Verfassunggebenden Preußischen Landesversammlung.
Zuletzt lebte er in Tirol, in Österreich. Er verstarb 1975.

## Werke (Auswahl)
- Herbstliche Romanze. Ein Roman um Mosel und Rhein.
- Die kleinen Romane vom törichten Herzen. Universitas-Verlag, Berlin
- Keine Angst vor morgen. Universitas, Berlin
- Per und Petra. Ein Bornholm-Roman. Universitas, Berlin
- Unstet und ruhelos ist das Herz.
- Begegnung im Rom-Express. Ein Italien-Roman.
- Neckarfahrt.
- Die letzten Vier von St. Paul. Roman. Universitas, Berlin
- Paradies mit Vorbehalt. Bilanz einer Westindien-Reise. Universitas, Berlin
- Mexiko ist anders. Eine Reise ins Land der Azteken. Universitas, Berlin 1938
- Der Mann, der Greta Garbo liebte. Erzählung. Universitas, Berlin 1933
- Volk im Fieber. Roman. Sieben Stäbe, Berlin 1932
- Berliner Capriccio. Zeichnungen von George G. Kobbe. Universitas, Berlin 1932.
- Das Leben der Marie Szameitat. Roman, 1930.

## Filmografie (Auswahl)
- 1935: Königstiger
- 1936: Die letzten Vier von Santa Cruz
- 1940: Die unvollkommene Liebe
- 1940: Zwischen Hamburg und Haiti
- 1941: … reitet für Deutschland
- 1942: Giungla
- 1942: Vom Schicksal verweht
- 1944: Der Mann, dem man den Namen stahl
- 1945: Meine Herren Söhne
- 1948: Die seltsamen Abenteuer des Herrn Fridolin B.